# Hebammengesetz (Deutschland)
Das Hebammengesetz (HebG) regelt in Deutschland die Zulassung zum Hebammenberuf (§ 1 HebG).

## Entstehungsgeschichte
Bis zum 30. Juni 1985 galt in der Bundesrepublik Deutschland das Hebammengesetz vom 21. Dezember 1938 in bereinigter Fassung weiter.
Zum 1. Juli 1985 trat das Gesetz über den Beruf der Hebamme und des Entbindungspflegers (Hebammengesetz – HebG) in Kraft und hob das früher geltende Recht auf. Mit Art. 5 des Gesetzes zur Reform der Hebammenausbildung und zur Änderung des Fünften Buches Sozialgesetzbuch vom 22. November 2019 (Hebammenreformgesetz – HebRefG) wurde das Hebammengesetz von 1985 mit Wirkung zum 1. Januar 2020 aufgehoben. Gleichzeitig trat das Gesetz über das Studium und den Beruf von Hebammen in Kraft.
Schon die Reformen von 1985, aber auch die von 2019 waren einerseits durch die Umsetzung europäischer Richtlinien motiviert, mit denen der Europäische Binnenmarkt im Bereich der Anerkennung von Berufsqualifikationen und Freizügigkeit am Arbeitsmarkt verwirklicht werden sollte. Andererseits ging es auch jeweils um eine Anpassung der Ausbildung an den medizinischen Fortschritt in Gynäkologie und Geburtshilfe.

## Berufszulassungsvoraussetzungen
Die Richtlinie 2005/36/EG über die Anerkennung von Berufsqualifikationen enthält in Art. 40–43 Anforderungen an die Ausbildung und Tätigkeit von Hebammen. Die Ausbildung soll insbesondere die Vermittlung von angemessenen Kenntnissen in den Wissenschaften gewährleisten, auf denen die Tätigkeiten der Hebamme beruhen, insbesondere der Geburtshilfe und der Frauenheilkunde (Art. 40 Abs. 3 lit. a). Das Hebammenreformgesetz führte daher als neue Ausbildungsform für Heilberufe das duale Studium ein, das ein wissenschaftliches Studium mit einer beruflichen Ausbildung verbindet. Damit wurde die Hebammenausbildung vollständig akademisiert. Sie ist kein Ausbildungsberuf mehr. Außerdem führte das Hebammengesetz die Berufsbezeichnung „Hebamme“ einheitlich für alle Geschlechter (weiblich/männlich/divers) ein. Die männliche Sonderbezeichnung „Entbindungspfleger“ wird seitdem nicht weitergeführt.

### Erlaubnispflicht
Der Hebammenberuf umfasst insbesondere die selbständige und umfassende Beratung, Betreuung und Beobachtung von Frauen während der Schwangerschaft, bei der Geburt, während des Wochenbetts und während der Stillzeit, die selbständige Leitung von physiologischen („natürlichen“) Geburten ohne medizinische Eingriffe wie bei einem Kaiserschnitt sowie die Untersuchung, Pflege und Überwachung von Neugeborenen und Säuglingen (§ 1 HebG).
Wer Geburtshilfe leisten und die Berufsbezeichnung „Hebamme“ führen will, bedarf der Erlaubnis (§ 4 Abs. 1 Satz 1, § 5 Abs. 1 HebG). Zuwiderhandlungen können als Ordnungswidrigkeit mit einer Geldbuße bis zu dreitausend Euro geahndet werden (§ 72 HebG).
Eine Erlaubnis zum Führen der Berufsbezeichnung nach dem Hebammengesetz in der bis zum 31. Dezember 2019 geltenden Fassung bleibt bestehen (§ 73 HebG). Entbindungspfleger haben auf Antrag Anspruch auf Erteilung einer Erlaubnis mit der Berufsbezeichnung „Hebamme“ (§ 74 Abs. 2 HebG).

### Erteilungsvoraussetzungen
Die Erlaubnis wird gem. § 5 Abs. 2 HebG auf Antrag erteilt, wenn die antragstellende Person
1. das vorgeschriebene Studium erfolgreich absolviert und die staatliche Prüfung bestanden hat,
2. sich nicht eines Verhaltens schuldig gemacht hat, aus dem sich ihre Unwürdigkeit oder ihre Unzuverlässigkeit zur Ausübung des Berufs ergibt,
3. nicht in gesundheitlicher Hinsicht zur Ausübung des Berufs ungeeignet ist und
4. über die Kenntnisse der deutschen Sprache verfügt, die für die Ausübung des Berufs erforderlich sind.

Das Studium setzt zumindest die Fachhochschulreife oder eine erfolgreich absolvierte Ausbildung in einem Pflegeberuf voraus (§ 10 Abs. 1 HebG).
Das Studium besteht aus einem berufspraktischen und einem hochschulischen Studienteil mit einem Umfang von insgesamt mindestens 4600 Stunden, die je zur Hälfte auf den berufspraktischen Teil in einem Krankenhaus oder bei einer freiberuflichen Hebamme und den hochschulischen Teil entfallen (§ 11, § 13 HebG). Es umfasst mindestens sechs und höchstens acht Semester und findet an einer Hochschule mit theoretischen und praktischen Lehrveranstaltungen statt. Das Studium schließt mit der Verleihung des akademischen Grades eines Bachelor oder Master ab (§ 23 HebG).

### Anerkennung ausländischer Ausbildungsnachweise
Eine außerhalb der Bundesrepublik Deutschland  erworbene Berufsqualifikation erfüllt die Erteilungsvoraussetzung des § 5 Abs. 2 Nr. 1 HebG, wenn sie anerkannt wird (§ 43 Abs. 1 HebG).
Ohne weiteres anerkannt werden insbesondere die im Anhang V Nummer 5.5.2 der Berufsanerkennungsrichtlinie aufgeführten Ausbildungsnachweise (§ 46 Abs. 1 Nr. 2 HebG).
Anerkennungsfähig sind auch Ausbildungsnachweise, die der im HebG geregelten Berufsqualifikation gleichwertig sind. Ansonsten muss die antragstellende Person eine Eignungsprüfung oder einen Anpassungslehrgang absolvieren (§ 54 HebG).

## Ergänzende Rechtsquellen

### Studien- und Prüfungsverordnung
Die inhaltliche Ausgestaltung des dualen Studiums für Hebammen (Vermittlung der in Anlage 1 genannten Kompetenzen, § 1 HebStPrV) und die Voraussetzungen, unter denen eine Erlaubnis zum Führen der Berufsbezeichnung Hebamme erlangt werden kann (z. B. Inhalte der schriftlichen, mündlichen und praktischen Prüfung), hat das Bundesministerium für Gesundheit in der aufgrund § 71 HebG erlassenen Studien- und Prüfungsverordnung für Hebammen (HebStPrV) mit Wirkung zum 1. Januar 2020 geregelt.
Die Ausbildungs- und Prüfungsverordnung für Hebammen und Entbindungspfleger in der Fassung der Bekanntmachung vom 16. März 1987 trat am 31. Dezember 2019 außer Kraft (§ 60 HebStPrV).

### Berufsausübung
Die Gesetzgebungskompetenz des Bundes gem. Art. 74 Abs. 1 Nr. 19 GG beschränkt sich auf den Erlass von Zulassungsvorschriften zum Beruf der Hebamme. Regelungen zur Berufsausübung können nicht vom Bund getroffen werden, sondern liegen nach Art. 30 30, Art. 70 Abs. 1 GG in der Zuständigkeit der Bundesländer. Alle Bundesländer haben hinsichtlich der Berufspflichten der Hebammen eine Hebammenberufsordnung oder ein entsprechendes Landesgesetz erlassen.
Die Berufsordnungen legen weitere Verpflichtungen fest, die bei Ausübung des Berufes zu beachten sind, einerlei ob der Tätigkeit in einem krankenhäuslichen Arbeitsverhältnis oder als freier Beruf nachgegangen wird. Darin enthalten ist insbesondere eine Verpflichtung für freiberuflich tätige Hebammen, sich ausreichend gegen Haftpflichtansprüche aus ihrer beruflichen Tätigkeit zu versichern. Außerdem werden darin die für Hebammen und Entbindungspfleger zuständigen Behörden im Sinne von § 64 HebG bestimmt.
Zum Ausgleich steigender Berufshaftpflichtkosten können Hebammen gem. § 134a Abs. 1b SGB V seit dem 1. Juli 2015 einen sog. Sicherstellungszuschlag erhalten.